# Rudzina
Rudzina – osada w Polsce położona w województwie pomorskim, w powiecie gdańskim, w gminie Przywidz.
W latach 1975–1998 miejscowość administracyjnie należała do województwa gdańskiego.